# Sam Eyde

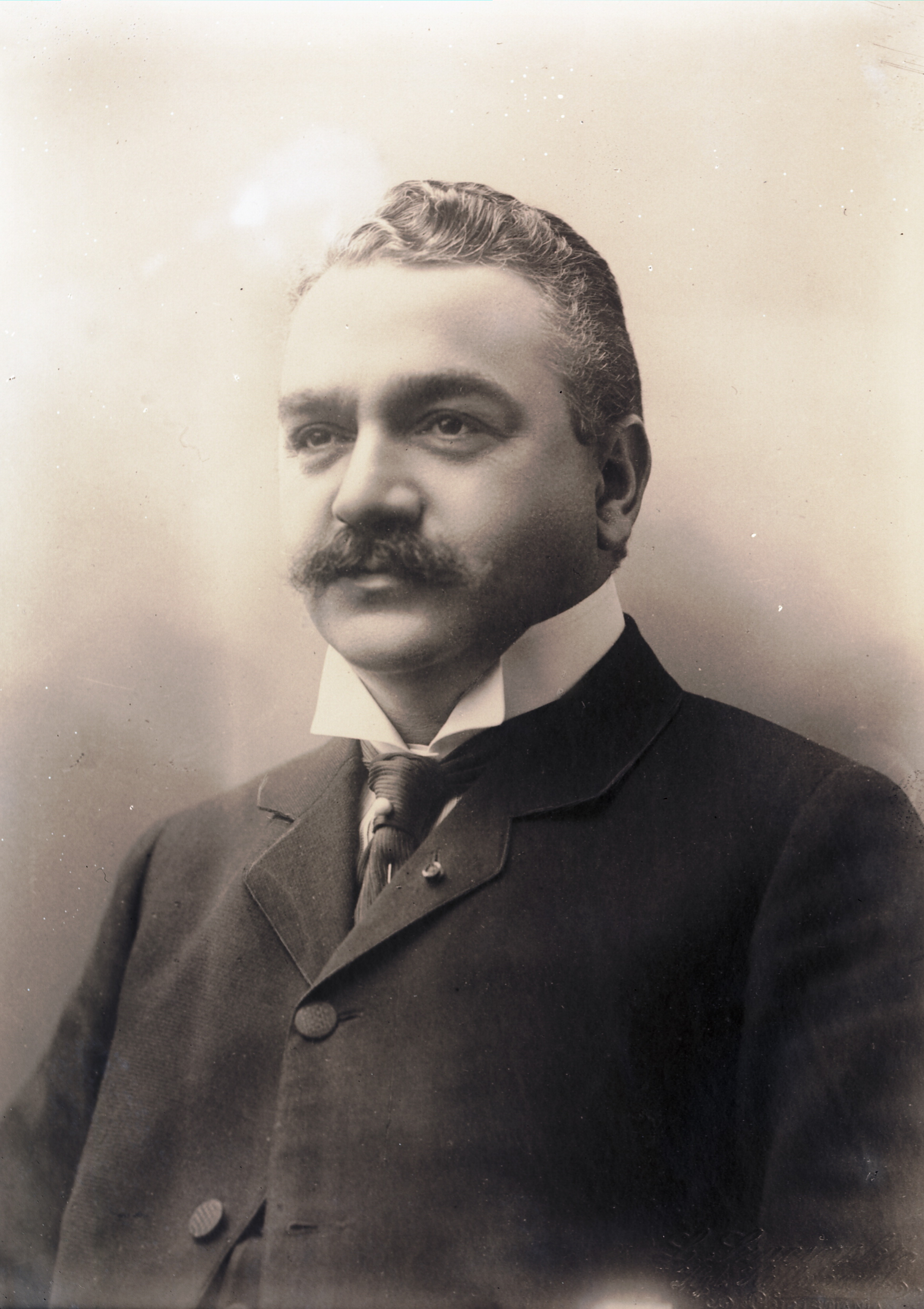
Eyde in 1910

Samuel (Sam) Eyde (Arendal, 29 oktober 1866 – Åsgårdstrand, 21 juni 1940) was een Noors ingenieur en ondernemer. Hij is vooral bekend als medeoprichter van de multinational Norsk Hydro en mede-uitvinder van het Birkeland-Eydeprocedé.